# Mœuvres
Mœuvres ist eine französische Gemeinde mit 493 Einwohnern (Stand 1. Januar 2022) im Département Nord in der Region Hauts-de-France. Sie gehört zum Kanton Cambrai im Arrondissement Cambrai.

## Geografie
Die Gemeinde Mœuvres liegt an Canal du Nord, elf Kilometer westlich von Cambrai in einer drei Gemeinden umfassenden Exklave des Départements Nord (umgeben vom Département Pas-de-Calais). Sie grenzt im Norden an Sains-lès-Marquion, im Nordosten an Bourlon, im Südosten an Graincourt-lès-Havrincourt, im Südwesten an Boursies und im Nordwesten an Inchy-en-Artois. Wenige Kilometer südöstlich von Mœuvres kreuzen sich die Autobahnen A 2 und A 26.

## Bevölkerungsentwicklung
| Jahr                       | 1962 | 1968 | 1975 | 1982 | 1990 | 1999 | 2011 | 2020 |
| Einwohner                  | 431  | 411  | 400  | 382  | 447  | 452  | 431  | 485  |
| Quellen: Cassini und INSEE |      |      |      |      |      |      |      |      |

## Sehenswürdigkeiten
- Kirche Saint-Géry (Bleiglasfenster als Monument historique geschützt)
- Wasserturm
- Soldatenfriedhof
- Gefallenendenkmal

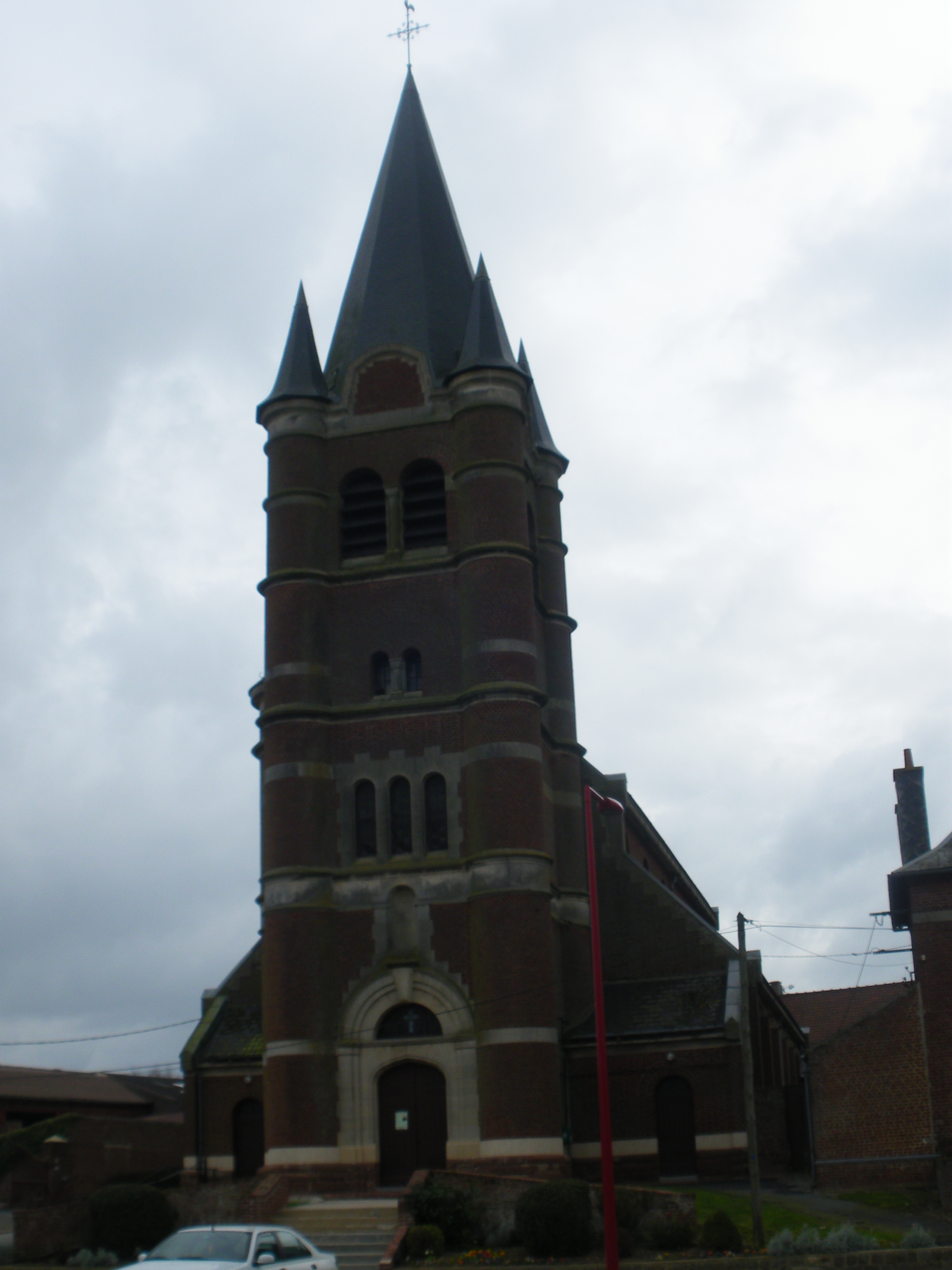
Kirche Saint-Géry
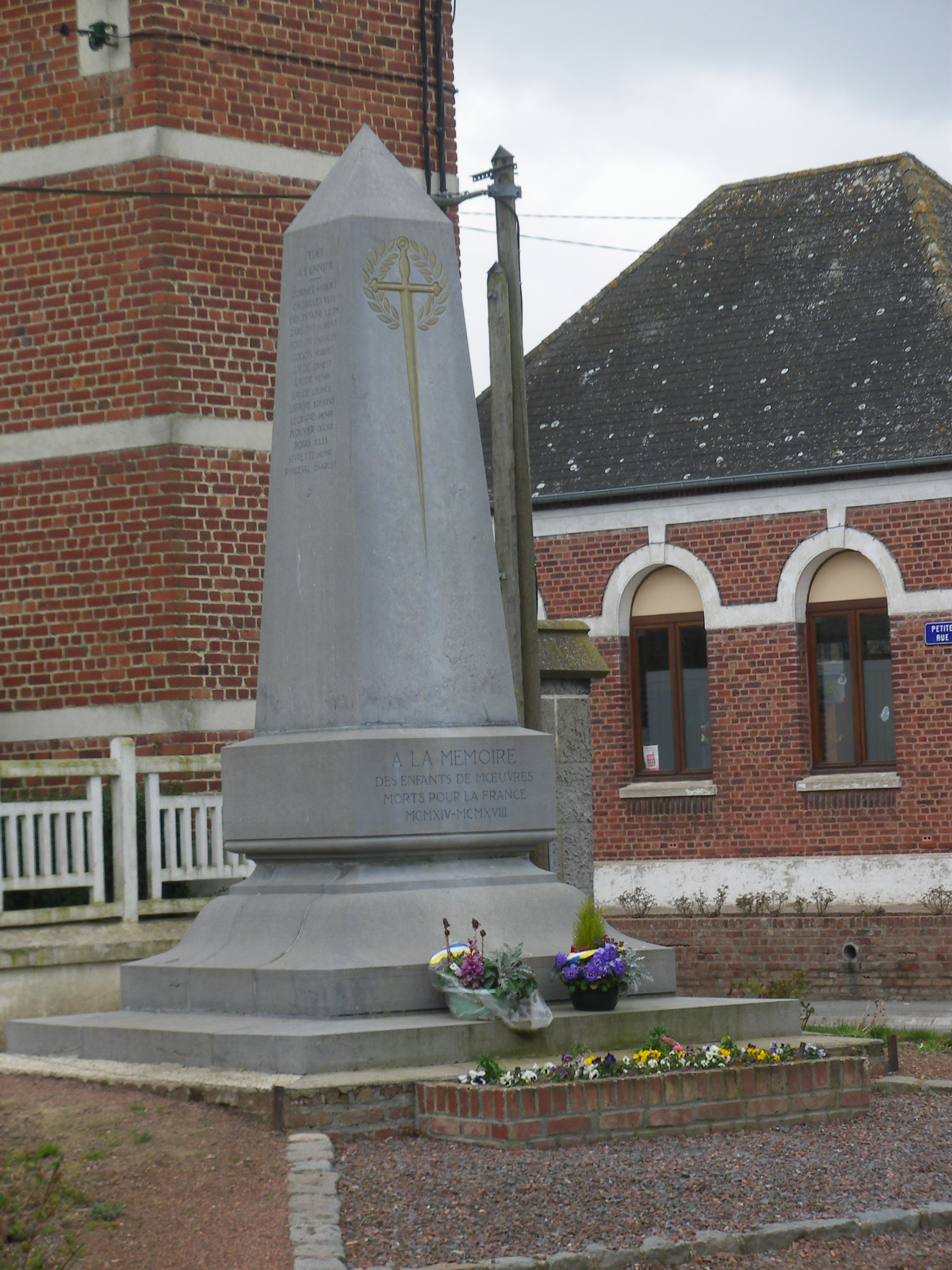
Gefallenendenkmal